# Вакуумне напилення

Модель молекулярного рівня процесу вакуумного напилення

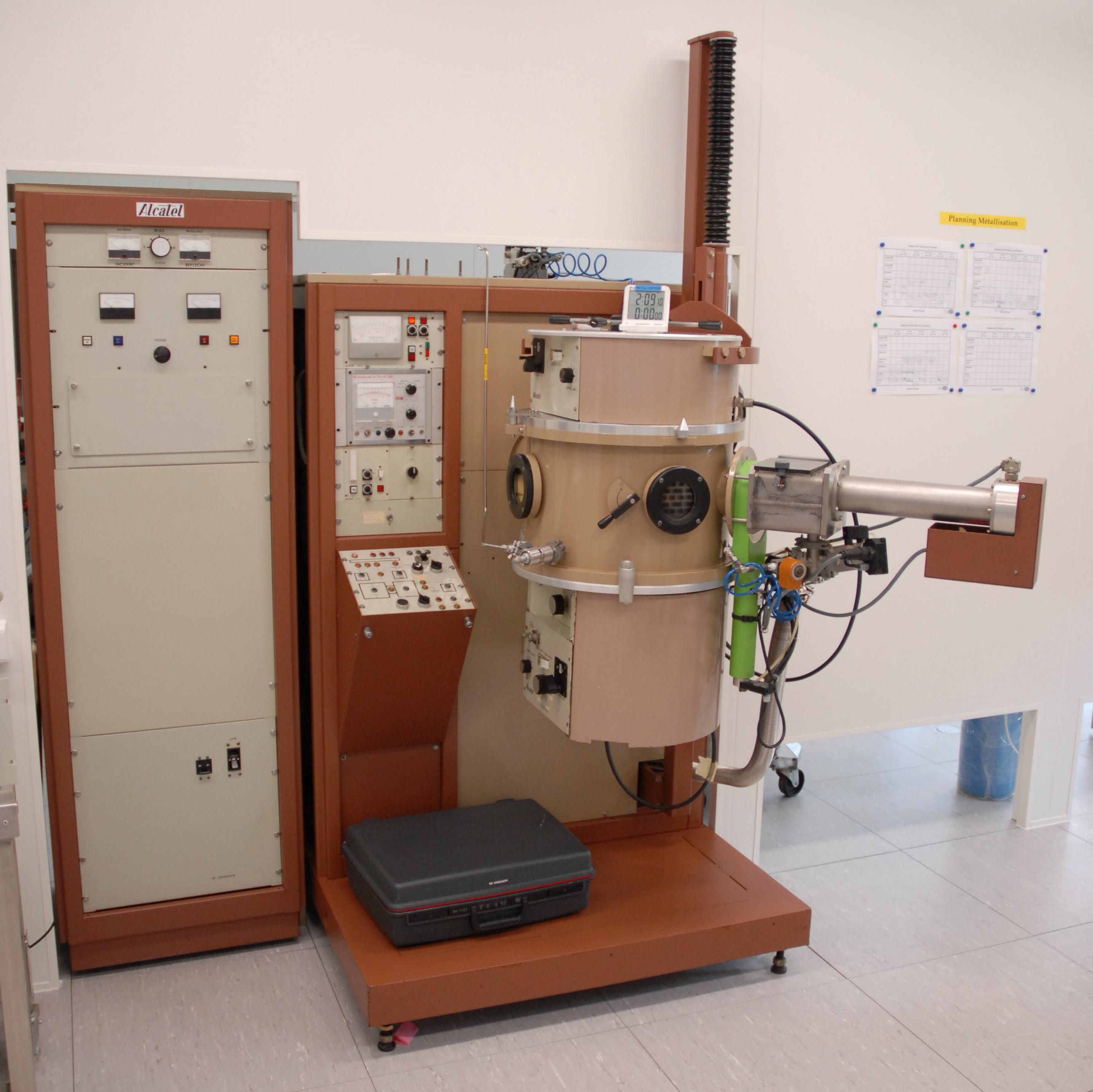
Установка вакуумного напилення

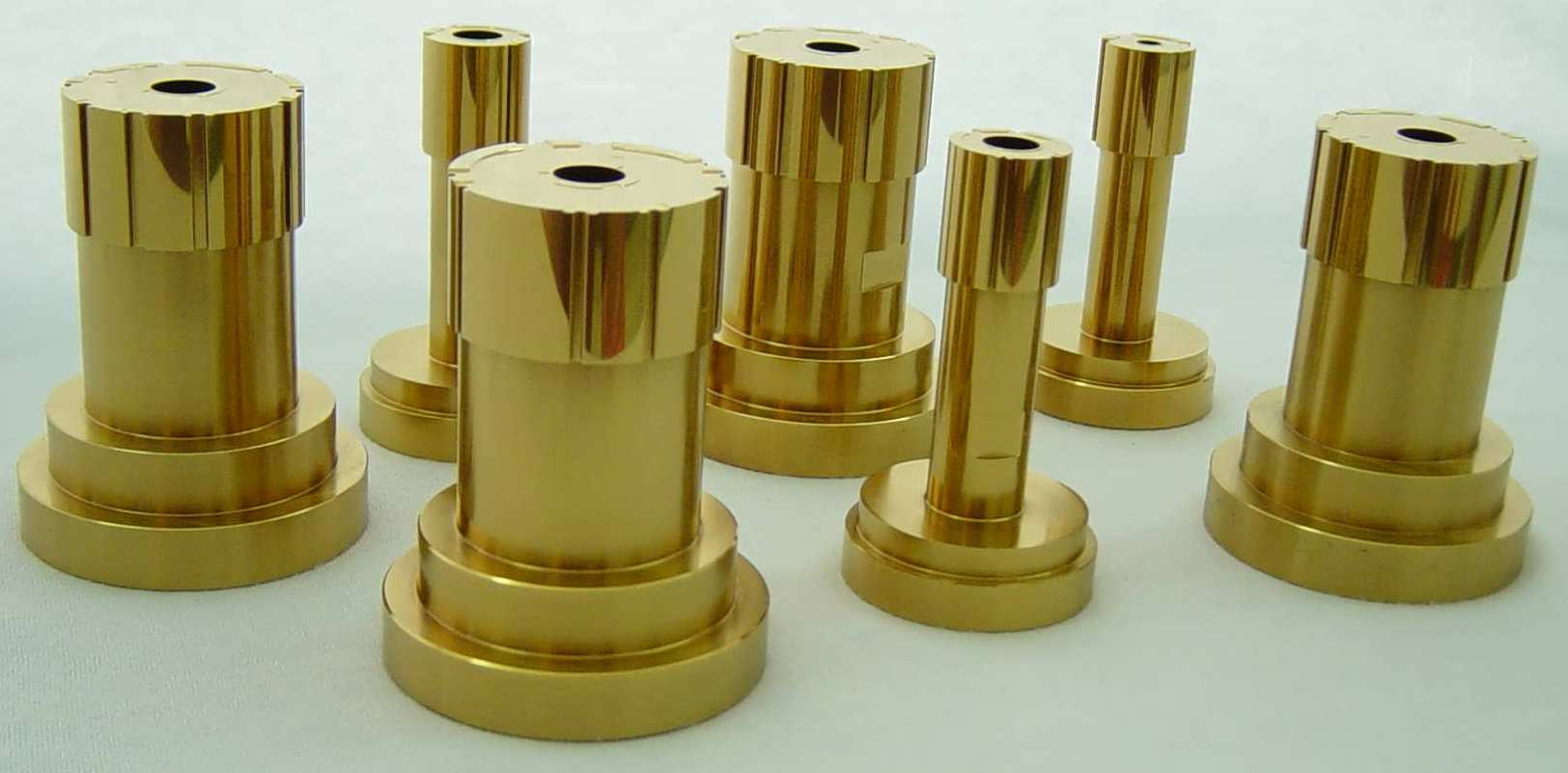
Деталі з покриттям з нітриду титану, отриманим вакуумним напиленням з електродуговим нагріванням

Ва́куумне напи́лення або вакуумно-конденсаційний спосіб нанесення покриття (англ. physical vapour deposition, PVD — напилення конденсацією з парової (газової) фази) — група методів напилення покриттів (тонких плівок) у вакуумі, при яких покриття отримується шляхом прямої конденсації пари матеріалу, що наноситься.
З використанням методів вакуумного напилення отримують покриття товщиною від декількох ангстрем до декількох мікронів, зазвичай після нанесення покриття поверхня не потребує додаткового оброблення.

## Загальна інформація
Техніка вакуумного (вакуумно-конденсаційного) способу нанесення покриття передбачає використання корпускулярного потоку речовини на рівні атомів, молекул, іонів і взаємодії цього потоку з поверхнею твердого тіла. Наслідком такої взаємодії є конденсація — осадження речовини на поверхню нанесення покриття, або насичення речовиною поверхневого шару — модифікування поверхневого шару легуванням чи імплантацією. Усі процеси відбуваються в умовах вакууму.
В англомовній літературі процеси, які використовують такі фізичні явища, як випаровування металевих матеріалів або катодне їх розпилення у вакуумі, іонізацію пари металів, фізичне осадження корпускулярного потоку речовини на поверхню холодної або дещо підігрітої основи, називаються PVD-процесами (англ. physical vapour deposition processes).

## Стадії вакуумного напилення
Розрізняють такі стадії вакуумного напилення:
1. Створення газу (пари) з частинок матеріалу напилення.
2. Транспортування пари до поверхні напилення.
3. Конденсація пари на поверхні напилення й формування покриття;

## Класифікація
До групи методів вакуумного напилення належать низка технологій, що класифікуються за такими ознаками:
1) За способом отримання корпускулярного потоку металів та сполук, що напилюються на поверхню виробу:
- термічним випаровуванням металу або сполуки з безперервною або імпульсною дією джерела нагрівання на розпилюваний матеріал. При цьому можуть використовуватись такі методи нагрівання:
  - резистивне нагрівання;
  - високочастотне індукційне нагрівання;
  - електродугове нагрівання (англ. cathodic arc deposition, Arc-PVD)
  - випаровування електронним променем (англ. electron beam evaporation);
  - випаровування лазерним променем (англ. pulsed laser deposition, pulsed laser ablation).
- іонним розпиленням металів і сполук.

2) За способом нанесення матеріалу покриття:
- конденсації з пари або конденсаційний спосіб (англ. evaporation) — нанесення через конденсацію неіонізованих або мало-іонізованих випарів металу або сполуки, які отримуються термічними методами шляхом випаровування[1];
- іонно-плазмове напилення (англ. ion plating або англ. plasma assisted physical vapor deposition; PA PVD) — нанесення пари металу або сполук випаровуванням та термічною сублімацією дуже іонізованих вакуумною дугою або іншим джерелом іонізації;
- іонне (плазмоіонне) розпилення (англ. sputtering) полягає у бомбардуванні позитивними іонами твердої мішені (катода) з матеріалу, що наноситься, з подальшим осадженням розпилених частинок на поверхні деталей. Часто цей процес називають катодним розпиленням. Джерелом позитивних іонів є плазма тліючого розряду в середовищі робочого газу (аргону, азоту, оксиду вуглецю) при невисокому тиску в камері (0,1…1 Па):
  - магнетронне розпилення (англ. magnetron sputtering)
  - напилення з іонним асистуванням (англ. ion beam assisted deposition, IBAD)
- молекулярно-променева епітаксія (англ. molecular beam epitaxy, MBE) — метод епітаксіального росту кристалів в умовах надвисокого (10−8 Па) вакууму.

3) За способами активації процесу нанесення покриття:
- без активації процесу покриття;
- реакційним методом, який дозволяє внаслідок реакції газів (азоту, кисню, аміаку, вуглеводневих газів) з парою металів отримати сполуки (нітриди, оксиди, карбіди тощо) на поверхні нанесення покриття.

## Застосування
Вакуумне напилення застосовують для створення на поверхні деталей, інструментів і обладнання функціональних покрить — провідних, ізоляційних, зносостійких, корозієстійких, ерозієстійких, антифрикційних, протизадирних, бар'єрних тощо. Процес знайшов застосування при нанесенні декоративних покрить (нанесення позолоти). Є одним з основних процесів мікроелектроніки, де застосовується для нанесення електропровідних шарів (металізації). Вакуумне напилення використовується для отримання оптичних покрить: просвітлювальних, відбивних, фільтрувальних.
Матеріалами для напилення служать мішені з різних матеріалів, металів (титану, алюмінію, вольфраму, молібдену, заліза, нікелю, міді, графіту, хрому), їх сплавів, сполук (SiO2, TiO2, Al2O3). В технологічне середовище може додаватись хімічно активний газ, наприклад ацетилен (для покрить, з вмістом вуглецю); азот, кисень. Хімічна реакція на поверхні підкладки активується нагріванням, або іонізацією та дисоціацією газу тією чи іншою формою газового розряду.